# Velving
Velving é uma comuna francesa na região administrativa de Grande Leste, no departamento de Mosela. Estende-se por uma área de 4,71 km². Em 2010 a comuna tinha 209 habitantes (densidade: 44,4 hab./km²).